# Vydrná
Vydrná és un poble i municipi d'Eslovàquia que es troba a la regió de Trenčín. La primera menció escrita de la vila es remunta al 1475.

## Demografia
| Godina             | 1994 | 2004   | 2014   | 2024    |
| ------------------ | ---- | ------ | ------ | ------- |
| Nombre de persones | 361  | 346    | 333    | 252     |
| Diferència         |      | −4,15% | −3,75% | −24,32% |

| Godina             | 2023 | 2024   |
| ------------------ | ---- | ------ |
| Nombre de persones | 260  | 252    |
| Diferència         |      | −3,07% |